# Kulpatő
Kulpatő (horvátul Pokupsko)  falu és község Horvátországban Zágráb megyében. Közigazgatásilag Auguštanovec, Cerje Pokupsko, Cvetnić Brdo, Gladovec Pokupski, Hotnja, Lijevi Degoj, Lijevi Štefanki, Lukinić Brdo, Opatija,  Roženica, Strezojevo, Šestak Brdo és Zgurić Brdo települések tartoznak hozzá.

## Fekvése
Zágráb központjától 35 km-re délre, a Kulpa bal partján fekszik. 

## Története
A település első írásos említése még birtokként 1359-ben történt "Colpateu posseesione" alakban, de néhány közvetett forrás szerint már a 13. században is létezhetett. A 14. és 15. századi dokumentumokban a "Pocopia, Kulpateu, Culpatum, Culpatw, Pokupye" elnevezéseket is használják vele kapcsolatban. A 15. századtól egyre gyakoribbakká váltak a török betörések a Kulpától északra fekvő területekre. Ez szükségessé tette egy végvári védelmi vonal kiépítését, melynek egyik első tagját itt építtette fel a zágrábi püspök. Ez az első várkastély még fából épült és 1521-es első említésekor nagyon rossz állapotúnak mondják. 1524-ben a török végigpusztította a Túrmezőt és ezt követően építtette fel a püspök az új kővárat arra a helyre, melyet a helyiek ma is "Pri Gradu" néven neveznek. Az új vár háromszög alaprajzú volt, sarkain kerek tornyokkal. Ennek a vártípusnak máig fennmaradt szép példája a sziszeki vár. Az ismétlődő kisebb és nagyobb támadásokban a vár megrongálódott, így szükségessé vált megújítása. A horvát szábor 1587-ben hozott határozatot a kulpatői és sredičkoi várak megújításáról, majd 1593-ban a sziszeki, a drenčinai és a kulpatői várak védelmének megerősítéséről. Ugyanebben az évben aratott nagy győzelmet az egyesült  horvát és császári sereg Sziszeknél a várat ostromló török felett. Ebben az időben a sziszeki mellett a legfontosabb Kulpamenti erősség a kulpatői volt és a Kulpától délre eső területek szilárdan horvát kézen voltak. Az 1699-es karlócai béke a török határt az Unáig tolta vissza. A Kulpától délre eső területek a 16. század eleje óta folyamatosan kialakuló katonai határőrvidék részei lettek, míg a Kulpától északra eső területek, így Kulpatő is horvát közigazgatás alá kerültek. Erre utal a Kulpa túloldalának mai közkeletű elnevezése a "Granica" is. Ennek a területetnek a benépesítése a török veszély miatt csak a 18. században indult meg. A terület benépesülésével megnőtt forgalommal Kulpatő jelentősége is növekedett. Ekkor épültek ki az országot átszelő főutak, a 
Jozefina, a Karolina és a  Lujzijana és elkezdődött a folyók szabályozása is. A gazdasági életen kívül fellendült a kultúra és a hitélet is. Mivel Kulpatő a zágrábi püspökség birtoka volt 1736-ban Branjug püspök új barokk templom építésébe kezdett a településen.
A falunak 1857-ben 433, 1910-ben 553 lakosa volt. Trianon előtt Zágráb vármegye Piszárovinai járásához tartozott. 2001-ben a falunak 259 lakosa volt.

## Lakosság
| Lakosság változása | Lakosság változása | Lakosság változása | Lakosság változása | Lakosság változása | Lakosság változása | Lakosság változása | Lakosság változása | Lakosság változása | Lakosság változása | Lakosság változása | Lakosság változása | Lakosság változása | Lakosság változása | Lakosság változása |
| ------------------ | ------------------ | ------------------ | ------------------ | ------------------ | ------------------ | ------------------ | ------------------ | ------------------ | ------------------ | ------------------ | ------------------ | ------------------ | ------------------ | ------------------ |
| 1857               | 1869               | 1880               | 1890               | 1900               | 1910               | 1921               | 1931               | 1948               | 1953               | 1961               | 1971               | 1981               | 1991               | 2001               |
| 433                | 439                | 448                | 527                | 529                | 553                | 504                | 544                | 453                | 492                | 479                | 413                | 338                | 289                | 259                |

## Nevezetességei
A Nagyboldogasszony tiszteletére szentelt plébániatemploma 1736-ban épült. Harangtornya a nyugati homlokzat felett emelkedik, barokk toronysisak fedi. A templom középső része magas kupolával borított, a diadalívvel elválasztott szentély felett kisebb kupola látszik. A központi kupolát a négy evangélista képe díszíti, középen Mária megkoronázásával, míg a szentély kupoláját stukkódíszek ékesítik. Berendezéséből kiemelkedik a főoltár, mely az egész szentély terét kitölti egészen a kupola magasságáig. Az oltár központjában Szent László királyt ábrázolja kíséretével, két oldalán két-két kisebb szobor áll, Szent Donát, Szent György, Szent Márton és Szent Flórián. A főoltár magasán a Nagyboldogasszonyt megkoronázó Szentháromság látható. Branjug püspök építőmesterei a fóloltáron kívül két kisebb mellékoltárt készítettek, melyek a szentély bejáratának jobb és bal oldalán állnak. Az egyik Szent Józsefnek, a másik a gyermekét tartó Szűzanyának van szentelve. Mindkét mellékoltár képe vászonra festett olajkép. A templomot a honvédő háború során tüzérségi lövedék találta el, a károk helyreállítása folyamatban van.
Egy helyben fennmaradt legenda szerint amikor 1095 tavaszán Szent László király Horvátország megszerzéséért indított hadjáratot, a kulpatői révnél megpihent. Ezt követően itt csodák történtek, ennek állít emléket a templom Szent László-ábrázolása is.